# Oxicalciopiroclor
L'oxicalciopiroclor és un mineral de la classe dels òxids, que pertany al grup del piroclor. Rep el nom per la seva relació amb el piroclor.

## Característiques
L'oxicalciopiroclor és un òxid de fórmula química Ca₂Nb₂O₆O. Va ser descrita per primera vegada l'any 1979 amb el nom d'estibiobetafita. Va ser reanomenada per l'IMA el 2010 segons la nova nomenclatura del supergrup de piroclors al seu nom actual. Cristal·litza en el sistema isomètric.
Segons la classificació de Nickel-Strunz, l'oxicalciopiroclor pertany a «04.DH: Òxids amb proporció Metall:Oxigen = 1:2 i similars, amb cations grans (+- mida mitjana); plans que comparteixen costats d'octàedres» juntament amb els següents minerals: brannerita, ortobrannerita, thorutita, kassita, lucasita-(Ce), bariomicrolita, bariopiroclor, betafita, bismutomicrolita, calciobetafita, ceriopiroclor, cesstibtantita, jixianita, hidropiroclor, natrobistantita, plumbopiroclor, plumbomicrolita, plumbobetafita, estibiomicrolita, estronciopiroclor, estanomicrolita, uranpiroclor, itrobetafita, itropiroclor, fluornatromicrolita, bismutopiroclor, hidrokenoelsmoreïta, bismutostibiconita, oxiplumboromeïta, monimolita, cuproromeïta, stetefeldtita, estibiconita, rosiaïta, zirconolita, liandratita, petscheckita, ingersonita i pittongita.

## Formació i jaciments
Va ser descoberta a la pegmatita Věžná I, a la localitat de Věžná, al districte de Žďár nad Sázavou de la regió de Vysočina, a Moràvia (República Txeca). També ha estat descrita a Alemanya, Noruega, Rússia, a la República Popular de la Xina, el Japó, Tadjikistan i Myanmar. També ha estat descrita a la Lluna, concretament al lloc d'allunatge de la missió espacial russa Luna 24.